# Ammoflintininae
Ammoflintininae es una subfamilia de foraminíferos bentónicos de la familia Ammoflintinidae, de la superfamilia Rzehakinoidea, del suborden Schlumbergerinina y del orden Schlumbergerinida. Su rango cronoestratigráfico abarca el Holoceno.

## Discusión
Clasificaciones previas hubiesen incluido Ammoflintininae en el suborden Textulariina, en el orden Textulariida o en el orden Lituolida. También ha sido incluido en el Suborden Rzehakinina y en el Orden Rzehakinida, aunque estos taxones han sido considerados sinónimos posteriores de Schlumbergerinina y Schlumbergerinida respectivamente.

## Clasificación
Ammoflintininae incluye al siguiente género:
- Ammoflintina †